# Cmentarz katolicki św. Wojciecha w Łodzi
Cmentarz rzymskokatolicki św. Wojciecha w Łodzi – cmentarz położony w południowej części Łodzi, przy ulicy Kurczaki 81 – popularnie nazywany „cmentarzem na Kurczakach”.

## Historia
Cmentarz został założony na początku XX wieku. Najstarszy nagrobek tej nekropolii pochodzi z roku 1906, ale inskrypcja na nim jest nieczytelna. Początkowo chowano tu niewielu zmarłych (poniżej stu rocznie), przede wszystkim biedotę z Chojen.
Przy głównej alei cmentarza znajduje się zbiorowa mogiła żołnierzy poległych w 1939 roku.
Podczas II wojny światowej, od 1 czerwca 1942 roku do końca okupacji niemieckiej w Łodzi (19 stycznia 1945 r.), przeznaczony był wyłącznie dla pochówków Polaków. Obok cmentarza przy ul. Rzgowskiej był jednym z dwóch miejsc pochówków Polaków zmarłych na terenie Łodzi. W tym okresie pochowano tu ponad 17 tys. osób, m.in. Marię Wedmanową, członkinię PPR zakatowaną przez łódzkie Gestapo. Chowano tutaj również więźniów zmarłych w więzieniu na Radogoszczu w Łodzi.
Przy głównej alei cmentarza znajduje się okazały – zgodnie z tradycją romską – grobowiec króla Cyganów, Kwieka Bango, z lat 60. XX wieku.
Najwięcej pochówków na tym cmentarzu zaczęto odnotowywać od połowy lat 70. XX w., po wybudowaniu w tym rejonie dużego osiedla mieszkaniowego.

2 grudnia 2023 roku na cmentarzu pomnik Pamięci Dzieci Polskich – Ofiar Niemieckich Obozów na terenie Łodzi i okolic, wg projektu Macieja Jagodzińskego-Jagenmeera, upamiętniający około 500 polskich dzieci, które zginęły w utworzonych przez hitlerowców obozach w Łodzi oraz Konstantynowie Łódzkim. Pomnik odsłonięto z okazji 81. rocznicy powołania obozu koncentracyjnego przeznaczonego dla polskich dzieci – Kinder-KL Litzmannstadt.

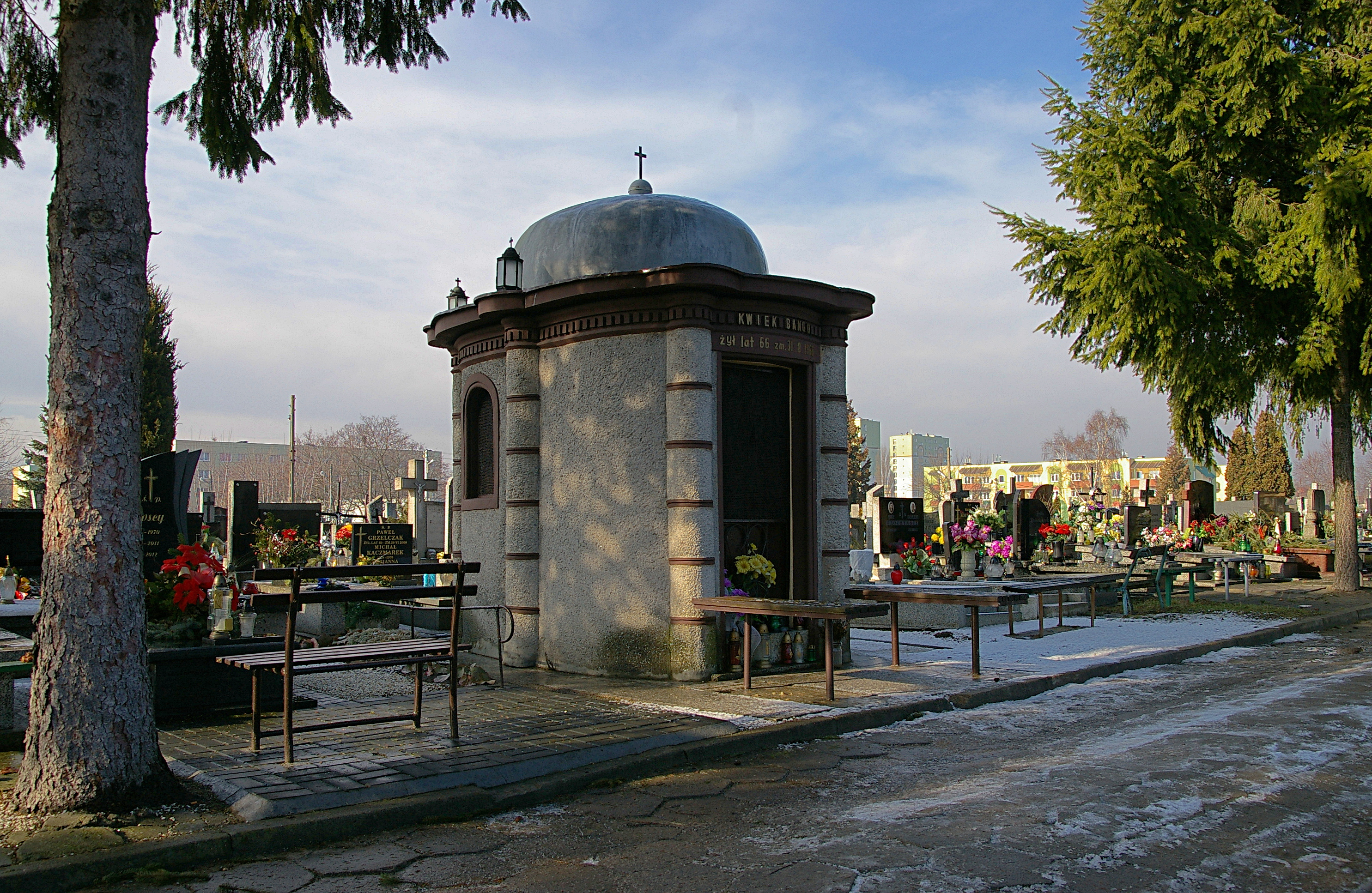
Grobowiec Kwieka Bango
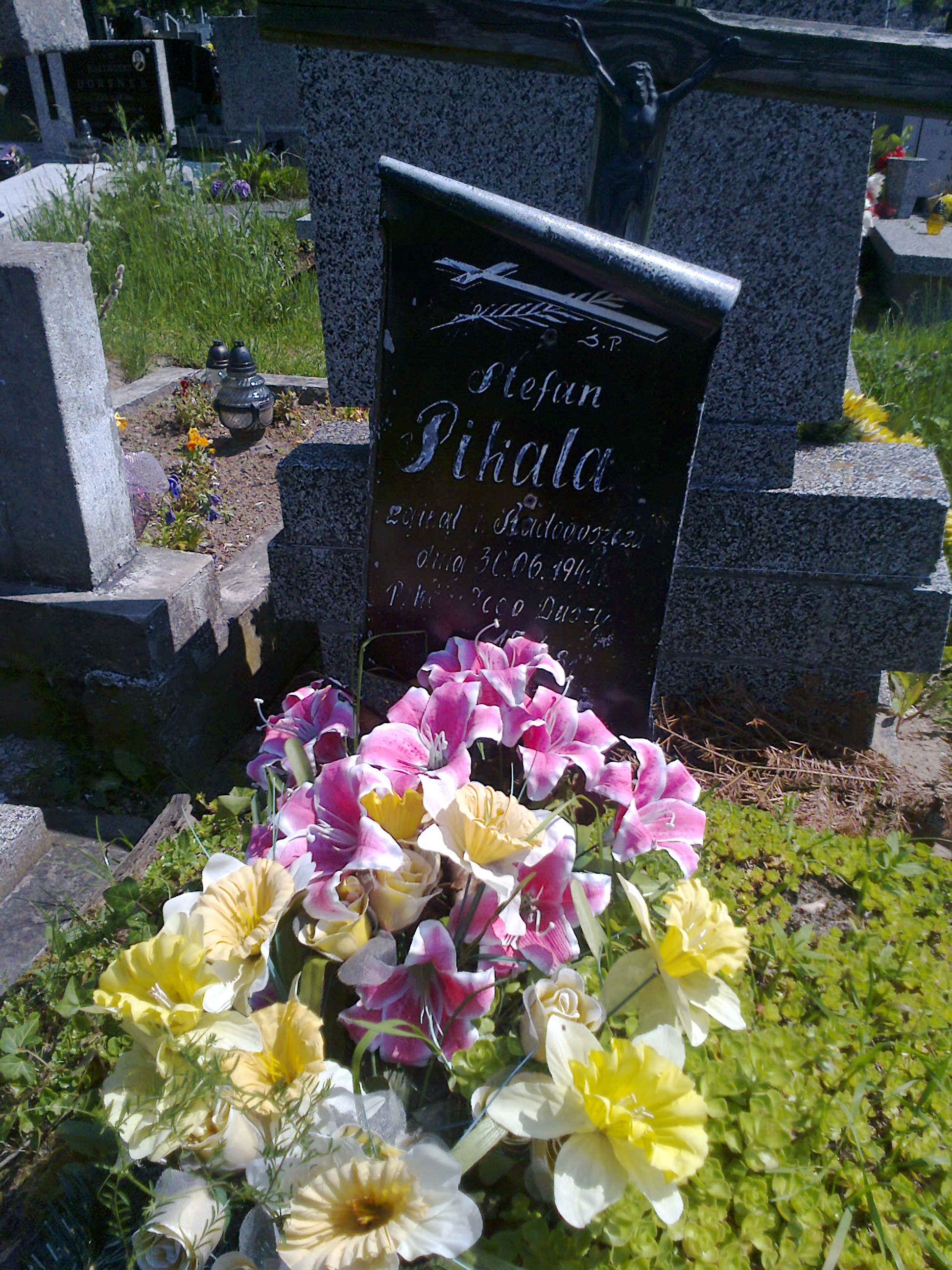
Grób jednego z więźniów Radogoszcza – Stefana Pikaly